# Polycentropus barri
Polycentropus barri är en nattsländeart som beskrevs av Ross och Yamamoto. Polycentropus barri ingår i släktet Polycentropus och familjen fångstnätnattsländor. Inga underarter finns listade i Catalogue of Life.